# Bitka za Staljingrad
Bitka za Staljingrad bila je jedna od najvećih bitaka u Drugome svjetskom ratu, a vodila se između Wehrmachta i Crvene Armije na području Staljingrada (danas Volgograda) od 23. kolovoza 1942. do 2. veljače 1943., završivši pobjedom Sovjeta. Sastojala se od njemačke opsade južnog dijela grada, bitke unutar grada i sovjetske protuofenzive u kojoj su uništene ili zarobljene preostale snage Sila osovine na tome području, koje su u ovoj bitki izgubile oko četvrtinu ukupna ljudstva na istočnome bojištu te se od toga gubitka do svršetka rata nisu uspjele oporaviti. Često navođen kao psihološka prekretnica rata, Staljingrad je ujedno bio i krajnja točka prodora njemačkog Wehrmachta u dubinu teritorija Sovjetskog Saveza. Za Sovjete je pobjeda kod Staljingrada značila početak oslobađanja okupiranih područja i prvi korak prema pobjedi nad Trećim Reichom.
Iako kada je riječ o završetku bitke nema nedoumica (Friedrich Paulus 2. veljače 1943. potpisuje akt o predaji preostalih snaga Wermachta snagama Crvene armije), o njezinu početku među povjesničarima vlada nesuglasje koju točno operaciju Wermachta treba smatrati početkom upravo ove bitke. Tako se u izvorima nalaze navodi o njezinu početku od lipnja pa sve do rujna 1942.[nedostaje izvor]
Isto tako, nesuglasice postoje i u odnosu na broj žrtava: procjene se kreću od 700 000 pa sve do 2 milijuna poginulih vojnika i civila.[nedostaje izvor]

## Uvod
Dana 22. lipnja 1941. Sile osovine otpočele su invaziju na Sovjetski Savez, brzo napredujući u dubinu sovjetskog teritorija. Trpeći tijekom ljeta i jeseni višestruke poraze, u prosincu Crvena armija u Bitki za Moskvu pokreće snažnu protuofanzivu i uspješno odbacuje njemačke snage od prilaza Moskvi.
U proljeće 1942. Nijemci stabiliziraju istočno bojište na liniji koja se proteže od Lenjingrada na sjeveru do Rostova na jugu. Na toj liniji bilo je i mjesta, gdje su ih Sovjeti uspjeli potisnuti (primjerice, sjeveroistočno od Moskve i južno od Harkova), no to nije bila ozbiljnija prijetnja za Nijemce, koji na jugu kontroliraju veći dio Ukrajine i glavninu Krima, dok je u sovjetskim rukama i dalje bio Sevastopolj i mali dio poluotoka Kerč.
Nijemci su bili uvjereni da mogu pobijediti Crvenu armiju kad zimski uvjeti više ne budu otežavali mobilnost njihove kopnene vojske (Wehrmacht). Imali su i određenu podlogu za to uvjerenje: dok je Grupa armija Centar (Heeresgruppe Mitte) trpjela u teškim borbama u uvjetima snažne ruske zime za koju nije bila pripremljena, oko 65 % njihovog pješaštva nije sudjelovalo u zimskim borbama, bilo je odmorno i dobro opremljeno. Grupa armija Sjever i Grupa armija Jug nisu sudjelovale u teškim borbama te zime.

## Značenje Staljingrada
Staljingrad (1961. preimenovan u Volgograd) proteže se na više od 40 km u smjeru sjever-jug duž zapadne obale rijeke Volge, no na najširem mjestu je širok samo između 6,4 do 8 km. Volga, koja je ovdje široka oko 1,6 km, štitila je grad od potpunog okruživanja. Druga, istočna obala Volge bila je gotovo nenaseljena. Tada je Staljingrad imao oko 600.000 stanovnika. Na početku borbi u gradu je (prema nekim izvorima) bilo oko 75.000 civila.
Smješten uz Volgu, Staljingrad je imao veliko strateško značenje jer je Volga bila vrlo važan opskrbni put Sovjetskog Saveza od Kaspijskog mora prema središnjoj Rusiji. Ovaj vodeni put bio je od ogromnog značenja i za dopremu vojne opreme iz SAD-a Sovjetskom Savezu temeljem Zakona o zajmu i najmu. Njemačko zauzimanje Staljingrada trebalo je prekinuti ovaj opskrbni put, ali i osigurati lijevi bok njihovim snagama za daljnje napredovanje prema Kavkazu i važnim crpilištima nafte na tom području.
Pored strateškog značenja, osvajanje Staljingrada bi, zbog svog imena, za Hitlera imalo veliku ideološku i propagandnu važnost. I Staljinu je Staljingrad imao slično, veliko simbolično značenje, pa je unatoč tome što je bio pod strašnim pritiskom ograničenog vremena i sredstava, naredio da svi koji su dovoljno snažni da drže pušku, moraju biti upućeni u obranu grada. U tom razdoblju rata, Crvena armija nije mogla ravnopravno s Wehrmachtom voditi mobilne operacije. No, perspektiva vođenja borbi unutar velikog gradskog područja gdje će dominirati oružje kratkog dometa, minimizirala je ovu nadmoć Nijemaca.

## Početno stanje na Istočnom bojištu
Prema proračunima Staljinove Vrhovne komande (STAVKA), unatoč jednom milijunu poginulih i više od tri milijuna zarobljenih Crvenoarmista, imali su još 16 milijuna sovjetskih građana u vojno sposobnoj starosti. Vojna industrija, koja je s početkom rata bila izmještena iza Urala, proizvela je do 1942. 4500 tenkova, 3000 borbenih zrakoplova, 14.000 topova i 50.000 bacača granata.
S druge strane, Wehrmacht je do tada imao milijun poginulih, ranjenih ili nestalih vojnika, a od ukupnog broja tenkova koji su sudjelovali početkom Operacije Barbarossa, još je samo svaki deseti bio potpuno u funkciji. No, Hitler je polazio od pretpostavke, da je "neprijatelj svoju rezervu potrošio u prvoj ratnoj zimi". Zbog toga, 12. rujna Hitler zahtijeva od Paulusa zauzimanje Staljingrada. »Rusi«, smatra Hitler u to vrijeme, »su na izmaku svojih snaga«.
Sljedeća Hitlerova vojna pogreška bila je odluka da istovremeno napadne i Kavkaz, čime je razdvojio svoje ofanzivne snage. Prema Hitlerovoj zapovijedi, 4. tenkovska armija – koja je trebala zajedno sa 6. armijom krenuti prema Staljingradu i tamo joj služiti za pokrivanje bokova – okrenula se prema jugu, da pomogne njemačkim snagama koje su kretale prema Kavkazu, kod prelaska Dona. Rezultat je bio – kako je izjavio Ewald von Kleist, zapovjednik Grupe armija A, zadužene za zauzimanje Kavkaza – da je 4. tenkovska armija samo »stajala na putu i zakrčila ceste«.

## Tijek bitke

### Njemački napad
Nakon napada Sila osovine na Sovjetski Savez 22. lipnja 1941. i protuofanzive Crvene armije u zimu iste godine, za ljeto 1942. Nijemci planiraju novu ofanzivu s ciljem zauzimanja sovjetskih naftnih polja na području Kavkaza pod kodnim nazivom Operacija Plavi (njemački Operation Blau). Drugi važan cilj bio je Staljingrad jer je s jedne strane imao važan industrijski, ali i strateški značaj (tu se mogao prekinuti riječni, brodski put Volgom), a s druge strane, imao je i simboličko značenje (1925. ime grada koji se do tada zvao Caricin promijenjeno je u Staljingrad). Odbačeni su drugi planovi koji su vodili u pohod na Moskvu, jer je Hitler smatrao da su naftna polja Kavkaza vrlo važna za daljnje vojne aktivnosti.
Njemački napad na Staljingrad vodio je generalpukovnik Friedrich Paulus. Zapovijedao je 6. armijom s oko 200.000 do 250.000 ljudi i dijelom 4. tenkovske armije, kao i različitim jedinicama Rumunja, Finaca i Talijana. Pod njegovim zapovjedništvom bio je i jedan kontingent dobrovoljaca iz Hrvatske (369. pukovnija.)
Nakon početnih kašnjenja zbog opsade Sevastopolja i Hitlerovih posezanja u vojne planove, napad počinje 28. lipnja 1942. Za to vrijeme, jedna druga njemačka armija iz Grupe armija "Jug" napala je ciljeve na Kavkazu. Krajem kolovoza, 6. armija je stigla do Volge. Nijemci 23. kolovoza masivno bombardiraju grad u kojem ginu tisuće civila, jer je Staljin zabranio evakuaciju civila (čak i djece) vjerujući, da će Crvenoarmijci bolje braniti grad pun civila, nego ako je prazan. Njemačko ratno zrakoplovstvo bacilo je na grad oko milijun bombi u ukupnoj težini od oko 100.000 tona.
Uskoro su se u gradu, uz velike gubitke, borbe vodile ne samo za svaku ulicu, nego i zgradu, čak i pojedini kat. Njemačke jedinice uspijevaju dovesti pod svoju kontrolu najveći dio gotovo potpuno razorenog grada tek u studenom, što je Hitler slavio kao veliku pobjedu.
Sovjetska 62. armija, od rujna 1942. godine pod komandom generala Čujkova, držala je pod svojom kontrolom još samo jednu par stotina metara široku prugu uz obalu Volge i par malih područja na sjeveru grada. No, ubrzo počinje sovjetska protuofanziva pod kodnim imenom Operacija Uran koja je na kraju dovela do ponovnog osvajanja Staljingrada i potiskivanja Wehrmachta.

### Sovjetska obrana
Nasuprot njemačkim trupama u ovoj bitki nalazile su se tri sovjetske armije, a kasnije im se pridružila još jedna. No, treba napomenuti da su ove sovjetske armije, zbog različite organizacijske strukture, ukupnim brojem ljudi i opremom bile otprilike jednake njemačkim snagama.
Staljin je dugo sprečavao civilno stanovništvo da napusti grad prepun izbjeglica pred nadirućim Nijemcima. Mislio je da će time podići moral boraca. Tako su čak i žene i djeca pomagali u iskapanju rovova, gradnji obrambenih položaja, a dijelom su sudjelovali i u borbama. U kolovozu 1942. u gradu je bilo još oko 600.000 stanovnika. U prvim danima bitke u zračnim napadima njemačkog zrakoplovstva poginulo je preko 40.000 civila. Tek krajem kolovoza počinje izvlačenje stanovnika na drugu obalu Volge, no za potpunu evakuaciju tako velikog broja civilnog stanovništva bilo je prekasno. Oko 75.000 stanovnika moralo je ostati u razorenom gradu. Veliki broj je stradao od zime i gladi, a kako Nijemci, tako niti Crvena armija u borbama nisu imali obzira prema njima.

#### Borbe unutar grada
Uz sav otpor sovjetskih snaga, Grupa armija Jug (B) krajem kolovoza dolazi do predgrađa Staljingrada. Dolaskom u grad (u međuvremenu razrušen bombardiranjem) strateška nadmoć njemačkih snaga gubi na važnosti i sovjetske snage, povlačeći se prema Volgi, bitno usporavaju, povremeno i na neko vrijeme zaustavljaju njemačko napredovanje. U ovim uvjetima, metode na koje se oslanjala doktrina munjevitog ratovanja (Blitzkrieg) nisu se mogle koristiti. Korištenje ratnog zrakoplovstva (Luftwaffe) u gradu je bilo gotovo nemoguće, jer se u uvjetima uličnih borbi nisu mogle jasno razaznati crte bojišnice, a njemački tenkovi u tim uvjetima postaju vrlo neefikasni i laka meta protivničkog pješaštva.
Sovjetska 62. armija utvrđuje pojedine značajnije objekte (tvornice, silos, neke gotovo razrušene zgrade...), a neke tvornice čak i nastavljaju s radom. Radnici popravljaju tenkove i, pored podrške obrani, njima prevoze mrtve ili ranjene u pozadinu, prema Volgi. Borbe su bile strahovite, položaji su padali i vraćali se iz jednih u druge ruke po nekoliko puta u danu ili čak u par sati. Gubitci u ljudstvu i materijalu bili su strašni na obje strane. Naročito ogorčene borbe vođene su za Mamajev kurgan, uzvišicu iznad grada, gdje su Sovjeti samo u jednom danu izgubili oko 10.000 ljudi. Na drugom dijelu grada, jedan sovjetski vod pod komandom Jakova Pavlova pretvorio je jednu polusrušenu stambenu zgradu u neprobojnu tvrđavu. Nalazila se iznad trga u centru grada i imala vrlo dobar položaj kako za mitraljeska gnijezda, tako i za snajperiste i protutenkovsku obranu. Okružena minskim poljem i bodljikavom žicom koje su sovjetski vojnici postavili, bila je spojena iskopanim rovom sa sovjetskim snagama uz Volgu i do kraja bitke ju Nijemci, unatoč nizu pokušaja, nisu uspjeli osvojiti. Pod imenom Pavlovljeva zgrada i danas ju se može vidjeti u Volgogradu, očuvanu onakvom kakva je bila po dolasku sovjetskih snaga u osvojeni Staljingrad.
Drugi način borbe koji je korišten u razorenom gradu bili su i snajperisti. Tim načinom borbe koristile su se obje strane, a učinak je bio strahovit. Postoje evidentirani podatci o visokom »učinku« pojedinih snajperista.
Sovjetima su pojačanja mogla stizati isključivo preko Volge, što je bilo vrlo opasno, jer su njemački zrakoplovi i topništvo neprekidno napadali. Novaci koji su stigli preko Volge do ostataka grada, stradavali su vrlo brzo, očekivano vrijeme njihovog preživljavanja u tim uvjetima bio je oko 24 sata. No, ni njemačke snage nisu bile u bitno povoljnijem položaju zbog velike udaljenosti i razvučenih linija snabdijevanja. U snajperskim bitkama posebno se istaknuo Vasilij Zajcev.

## Sovjetski protunapad
Shvativši da njemačka vojska nije odgovarajuće pripremljena za zimsko ofanzivno ratovanje, sovjetska Vrhovna komanda (STAVKA) odlučila je pokrenenuti niz svojih ofanzivnih operacija i iskoristiti ovu slabost, svjesni i da je veći dio njemačkih snaga preusmjerena drugdje, na južno područje Istočnog bojišta.
U poratnoj povijesti ovo razdoblje (19. studenog 1942. – 31. prosinca 1943.) smatra se strateškom prekretnicom kojom počinje drugi dio Velikog domovinskog rata (tako se u Sovjetskom Savezu nazivao Drugi svjetski rat). Time je započela Zimska kampanja 1942./43. (19. studenog 1942. – 3. ožujka 1943.).

### Operacija Uran
Tijekom jeseni su sovjetski generali Aleksandar Vasiljevski i Georgij Žukov, zaduženi za strateško planiranje na području Staljingrada, okupili ogromne sovjetske snage u stepama sjeverno i južno od grada. Njemački sjeverni bok bio je djelomično njihova slaba točka od kad su ga držale talijanske, mađarske i rumunjske jedinice, koje su bile slabije uvježbane i opremljene, a borbeni moral im nije bio jednak kao njemačkih snaga. Ova slabost bila je poznata Sovjetima i oni su je koristili dajući prednost sukobljavanju s ne-njimačkim snagama kad god je bilo moguće, jednako kao što su se britanske trupe u Sjevernoj Africi uvijek radije, ako je to bilo moguće, sukobljavale s talijanskim nego s njemačkim snagama. U okviru priprema za napad, maršal Žukov je osobno obišao bojišnicu, što je za ovako visoko rangiranog časnika bila rijetkost.
Operacija je dobila kodno ime Uran i krenula paralelno s Operacijom Mars, usmjerenom prema njemačkoj Grupi armija Centar. Počela je 19. studenoga, kada Crvena armija kreće s topničkim napadom iz 3500 cijevi (oko 70 cijevi po kilometru bojišnice) u ofanzivu na 3. rumunjsku armiju koja je na sjevernom dijelu staljingradske bojišnice štitila bok 6. armije. Već sredinom prvog dana operacije rumunjski se otpor slama i jedinice se u panici raspadaju i bježe. Sljedećeg dana odpočeo je sovjetski napad na jugu Staljingrada, koji je vrlo brzo napredovao. Loše vrijeme onemogućilo je korištenje zrakoplovstva objema stranama. Paulus postaje svjestan ozbiljnosti situacije tek 20. studenog popodne. Iza rumunjskih snaga nalazila se jedna njemačka oklopna jedinica koja prema izričitoj Hitlerovoj zapovjedi kreće u protunapad na Sovjete. Bez točne procjene situacije, smatralo se da će ta jedinica stabilizirati bojište. Jedinica se sastojala od dvije slabe njemačke oklopne divizije opremljene primarno češkim oklopnim vozilima i jedne rumunjske oklopne divizije. Pored toga, oklopna vozila stajala su u pripremi sklonjena u štalama i sjenicima gdje su mase miševa oštetile električne kabele zbog čega je još samo oko 30 tenkova bilo upotrebljivo i nije moglo zaustaviti nadiruće snage Crvene armije (kasnije je Ferdinand Heim, komadant te jedinice, proglašen glavnim krivcem za pad Staljingrada i izbačen iz Wehrmachta). Već 23. studenog u 16 sati spojila su se dva kraka sovjetskih snaga kod Kalča na Donu te su zatvorili njemačke snage. U sovjetskom obruču našle su se 6. armija i dio 4. tenkovske armije s ukupno 22 divizije i 330.000 vojnika.

### Operacija Prsten
Po završetku Operacije Uran uslijedila je operacija Prsten (rus. кольцо, trans. kaljco). Cilj joj je bio razbijanje okruženih snaga Nijemaca i njihovo uništenje. S jedne je strane Crvena armija stezala obruč oko Nijemaca, a s druge potiskivala neposredno bojište dalje od Staljingrada prema zapadu i sve više udaljavala 6. armiju od drugih njemačkih snaga. Svi pokušaji Wehrmachta (Operacija Zimska oluja) da se postrojbe okružene u Staljingradu spoje s drugim snagama, ostale su bez uspjeha. Nakon sovjetskog osvajanja obaju uzletišta (Pitomnik i Gumrak) položaj okruženih njemačkih trupa i njihovih saveznika postajao je sve beznadniji. Operacija Prsten završila je predajom južnog dijela opkoljenih njemačkih snaga 31. siječnja, odnosno sjevernog 2. veljače 1943. godine.

### Okruženje
Od 22. studenog snage Crvene armije drže snage Sila osovine u potpunom okruženju. Paulus i njegov štab planirali su prvo stabilizirati bojišnicu, a zatim se probiti iz obruča prema jugu. No, već tada nisu imali potrebnu opremu za takav pothvat.
Dana 24. studenog Hitler donosi konačnu odluku da će okružene snage biti snabdijevane zračnim putem nakon što mu je Hermann Göring garantirao da je vojno zrakoplovstvo sposobno dostavljati dnevno najmanje 550 tona, što je bila donja granica potrebne opreme i hrane za okružene snage. Navodno su i Göringa i Hitlera zapovjedništva i kopnenih snaga i ratnog zrakoplovstva upozorili da to neće biti moguće. Najveći obujam dostavljene pomoći ostvaren je 19. prosinca 1942. i iznosio je 290 tona, no bilo je dana kad zbog lošeg vremena uopće nije mogla biti obavljena dostava. Od 25. studenog 1942. do 2. veljače 1943. umjesto obećanih 500 tona, ostvaren je dnevni prosjek dostave od 94 tone.
Dana 24. studenog dnevna količina hrane za vojnike prepolovljena je, količina kruha bila je utvrđena na dnevno 300 g po vojniku. Kasnije, smanjena je na 100 g dok je pred kraj ta količina bila još samo 60 g po vojniku. Nakon što je Crvena armija zauzela uzletište Tazinskaja izvan obruča, a zatim i Pitomnik unutar njega, snabdijevanje je bilo moguće još samo preko pomoćnog, poljskog uzletišta Gumrak. Većina njemačkih vojnika u obruču nije poginula u borbama, nego su umrli od hladnoće i gladi.
Sljedeći značajan problem za vojnike u obruču bila je činjenica da uzletišta nisu služila samo za dostavu snabdijevanja, nego i za prijevoz ranjenika; to je bio jedini put izlaska iz obruča. Naročito nakon što je na raspolaganju ostao još samo Gumrak, posade zrakoplova često su morali oružjem sprječavati očajne vojnike da uđu u avion ili se uhvate za kotače. To im nije uvijek polazilo za rukom, pa se događalo da se ljudi uhvate za donji postroj zrakoplova koji uzlijeće i ostanu visiti dok ih ne napusti snaga.

## Sovjetska pobjeda
Nijemci, našavši se u obruču, uzmiču iz predgrađa prema samom gradu. Gubitak dvaju aerodroma, Pitomnika 16. siječnja, a Gumraka 25. siječnja, značio je kraj zračne dostave potrepština i izvlačenja ranjenika. Drugi izvori navode da je zadnji uzlet s Gumraka bio u noći 21./22. siječnja 1943. Treća i zadnja pista bila je kod Staljingradske škole letenja, gdje je zadnje slijetanje odnosno uzlijetanje bilo noću 22./23. siječnja. Ne postoje izvještaji o slijetanju ili uzlijetanju nakon jutra 23. siječnja. Sad Nijemci ne samo da su gladovali, nego im je ponestajalo i streljiva.
Iako opkoljeni, Nijemci nastavljaju s tvrdokornim otporom, dijelom i zbog uvjerenja da će Sovjeti smaknuti sve koji se predaju. Ovo se odnosilo naročito na sovjetske građane koji su se borili zajedno s Nijemcima i nisu imali iluzija o svojoj sudbini ako budu zarobljeni. S druge strane, Sovjeti su bili iznenađeni velikim brojem Nijemaca koji su bili u okruženju i morali su pojačati svoje snage koje su držale obruč. Krvave gradske bitke ponovo su počele, samo što su sad Nijemci bili ti koji su uzmicali prema obali Volge. Sad su se oni utvrdili u ruševinama. Tenkovi koji su još bili upotrebljivi, mogli su u najboljem slučaju biti korišteni samo kao topovi.
Sovjetski izaslanik ponudio je Paulusu relativno povoljne uvjete za predaju: ako se preda u roku od 24 sata, Nijemcima se garantira sigurnost svih zarobljenika, medicinska skrb za bolesne i ranjene, obećanje da mogu zadržati osobne stvari, »normalne« obroke hrane i repatrijacija u državu po svom odabiru nakon rata, ali Paulus, kojem je Hitler zabranio predaju, nije odgovorio na ponudu i time odveo u propast 6. armiju.
Na desetu godišnjicu svog dolaska na vlast (30. siječnja), Hitler unapređuje Paulusa u čin generala feldmaršala. Kako nikad nijedan njemački feldmaršal nije bio zarobljen, Hitler je vjerovao da će se Paulus boriti do kraja ili počiniti suicid. No, kad su idućeg dana jedinice Crvene armije prodrle do njegovog komandnog mjesta, Paulus se predao i izričito zabranio i svojim časnicima suicid, uz obrazloženje da moraju dijeliti sudbinu svojih vojnika.
Otpor preostalih njemačkih i drugih jedinica koje su se borile zajedno s njima, prestao je 2. veljače. Zarobljeno je 91.000 Nijemaca i više tisuća vojnika drugih nacionalnosti. Svi su bili krajnje izmoreni, bolesni i gladni. Na zadovoljstvo Sovjeta i konsternaciju Trećeg Reicha, zarobljena su i 22 generala. Hitler je bjesnio zbog feldmaršalove predaje i u povjerljivom krugu izjavio da se Paulus »mogao osloboditi svih muka i uzdići se u vječnost i nacionalnu besmrtnost, no on je radije izabrao odlazak u Moskvu«.
Prema njemačkom dokumentarnom filmu Staljingrad, više od 11.000 njemačkih i drugih vojnika odbilo je položiti oružje i predati se, vjerujući da je bolje boriti se do smrti, nego polako umirati u sovjetskim logorima. Te su snage nastavile s otporom do početka ožujka 1943. Prema sovjetskim obavještajnim dokumentima prikazanim u dokumentarnom filmu, 2418 njih je poginulo, a 8646 je zarobljeno.
Zarobljeni vojnici, već oslabljeni bolestima, glađu i nedovoljnom medicinskom skrbi za vrijeme okruženja, razaslani su u radne logore po cijelom Sovjetskom Savezu (većinom u Sibir) gdje veliki dio umire od hladnoće, iscrpljenosti i slabe prehrane. Postoje i izvještaji o kanibalizmu. Dio zarobljenika Sovjeti zadržavaju u Staljingradu radi pomaganja u raskrčivanju i obnovi grada. U ožujku 1943. 40.000 njih sahranjeno je u masovnoj grobnici. Umrli su od epidemije tifusa. Tek je oko 5000 zarobljenika preživjelo, a zadnji su se vratili kući tek 1955. godine.

## Posljedice
Nacionalsocijalizam je zarobljavanje ovih snaga u svojoj propagandi prikazivao kao »žrtvovanje 6. armije«, no vjerojatno je njihov otpor pomogao Nijemcima u stabiliziranju južnog dijela Istočnog bojišta. Da je Paulus ranije kapitulirao i njemačke bi jedinice koje su ratovale na Kavkazu bile odsječene. Staljingradski »kotao« je na vrhuncu borbi vezao oko 1,5 milijuna vojnika Crvene armije, a pored toga, u bitki za Staljingrad je i Crvena armija imala velike gubitke (ukupno oko milijun vojnika) – no to je imalo bitno manji učinak na Sovjete nego potpuni gubitak 6. armije na Wehrmacht. Pored toga, Nijemci su u pokušaju zračnog snabdijevanja 6. armije izgubili veliki broj zrakoplova koje nisu mogli nadoknaditi, a izgubljen je i veliki dio armijskog topništva.
Poraz u Staljingradu smatra se prijelomnicom rata, dok neki autori tu prijelomnicu vide tek u bitki kod Kurska. Vojni povjesničar Karl-Heinz Frieser smatra, da je Treći Reich izgubio rat još kad se njemački napad na Moskvu smrznuo u zimskoj bitki. Prema Erichu von Mansteinu, Treći Reich je tada još mogao postići »neriješeni ishod«.
Nevezano uz različite stavove povjesničara, Staljingradska bitka bila je psihološka prekretnica u Drugom svjetskom ratu. Po prvi put se u njemačkoj javnosti pojavila svijest o mogućnosti gubljenja rata. Unutrašnjopolitički, poraz kod Staljingrada bio je poticaj nekim časnicima Wehrmachta da se priključe vojnoj opoziciji protiv Hitlera. Kod političkih protivnika probudila se nada, da će nacionalsocijalistička diktatura ipak jednog dana propasti.
Sovjetski su povjesničari uvijek isticali sovjetsku »moralnu nadmoć« u Velikom domovinskom ratu. Današnji povjesničari, neovisno o nacionalnosti, kad pokušavaju naći odgovor na pitanje »cijene« pojedinih vojnih operacija, ulažu veliki trud da se ne izbriše razlika između napadačkog, razbojničkog i obrambenog ratovanja.
Vanjskopolitički, nakon njemačkog poraza kod Staljingrada, neutralne i Njemačkoj savezničke države počinju otvarati za sebe i druge mogućnosti, za slučaj njemačkog poraza u Drugom svjetskom ratu, dok Velika Britanija i SAD računaju da će i Sovjetski Savez spadati u pobjedničke snage u ratu.

## Vanjske poveznice

#### Sestrinski projekti
|  | Zajednički poslužitelj ima stranicu o temi Bitka za Staljingrad    |
|  | Zajednički poslužitelj ima još gradiva o temi Bitka za Staljingrad |